# Berndt Fredrik Johan Stackelberg

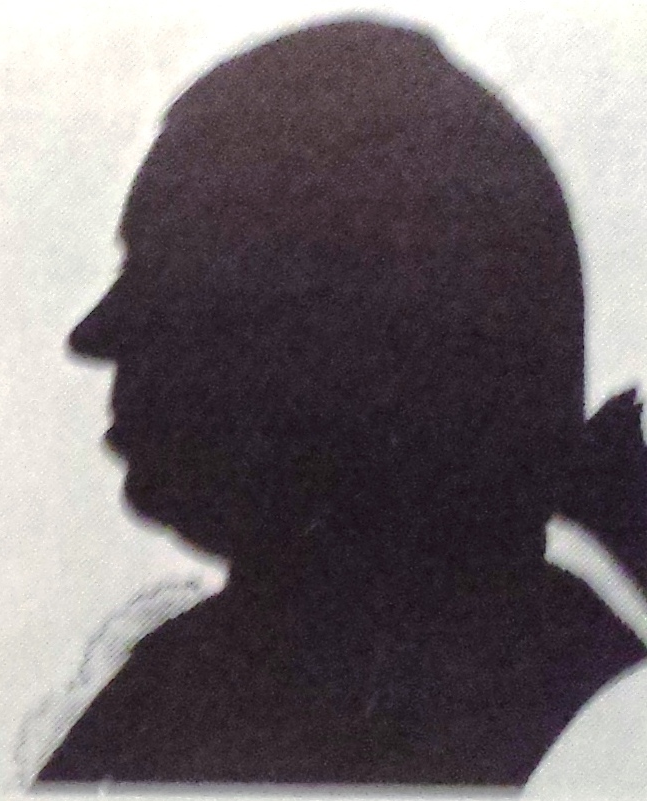
Siluettbild av Berndt Fredrik Johan Stackelberg

Berndt Fredrik Johan Stackelberg, född 4 december 1733 i Frankfurt am Main, död 2 februari 1801 i Lovisa, Finland, var en svensk friherre, generallöjtnant och målare.
Han var son till fältmarskalken friherre Berndt Otto Stackelberg och Sofie Henrietta Fredrika von Werkamp som var dotter till överamtmannen Gerhard Fredrik von Werkamp samt från 1766 gift med Virginia Sofia Adlerberg (1735-1790) som var dotter till ryttmästaren Olof Adlerberg (1699-1757). Paret fick tre barn.
Stackelberg blev student vid Kungliga Akademien i Åbo 1748 och valde därefter en militär karriär. Han blev furir vid Åbo läns regemente 1749 och blev vid regementet fänrik 1749, löjtnant 1750 och kapten 1754. Två år senare trädde han in i fransk tjänst vid regementet Royal Deux Ponts där han kom att medverka i vinter- och sommarfälttåget, slagen vid Rossbach, Kassel samt från 1758 i det pommerska kriget till dess slut. Han blev kompanichef vid Åbo läns regemente 1767 och förflyttades till Björneborgs regemente 1769 där han blev sekundmajor 1770. Stackelberg blev premiärmajor vid Södermanlands regemente 1773 och överstelöjtnant i armén 1777 samt överstelöjtnant vid bergsregementet samma år. Han blev överste i armén 1786 och generaladjutant 1788. Han blev överste och regementschef för bergsregementet 1788 och generalmajor samma år för att slutligen bli generallöjtnant 1795. Förutom striderna med regementet Royal Deux Ponts medverkade Stackelberg i finska kriget 1788–1790. Hans konstnärliga verksamhet fick bedrivas på lediga stunder och består bland annat av porträtt utförda i akvarell. Stackelberg är begraven i Borgå. 